# 제3사단 (영국)
제3사단은 철기 사단, 제3(철기)사단, 몽고메리의 철기대 또는 철기대 등으로 다양하게 불리는 영국의 정규 육군 사단이다. 이 부대는 1809년 영국-포르투갈 육군의 일부로 제1대 웰링턴 공작 아서 웰즐리에 의해 창설되었으며 나폴레옹 전쟁 당시 토마스 픽튼의 지휘 하에 싸우는 제3사단이라는 별칭을 얻었다. 이들은 나폴레옹 전쟁 당시 반도 전쟁과 워털루 전투에서 활약을 했다. 제1차 세계 대전에서는 1916년의 힘겨운 싸움으로 "철기 사단'이라는 별명을 부여받았다. 제3사단이 참여한 전투에는 워털루 전투, 크림 전쟁, 제2차 보어 전쟁, 프랑스 공방전, 노르망디 상륙, 마켓가든 작전, 이라크 전쟁 등이 있다. 제2차 세계 대전 당시에는 버나드 로 몽고메리에게 일시적으로 지휘를 받은 적도 있다. 몰락 작전이 실행될 경우 영국 연방 군단의 일부로 참여할 예정이었고, 후에는 영국 위임통치령 팔레스타인에 주둔하기도 했다.

## 제2차 세계 대전
제3사단은 치명적인 운명을 맞은 영국 해외원정군의 일부였다. 이들은 제2차 세계 대전 당시 됭케르크 전투에서 철수한 사단 중 하나였다. 이들은 처절한 패배에도 불구하고 비교적 큰 손실을 입지 않은 부대들 중 하나이기도 했다. 이후 1944년에는 일시적으로 제2군과 제1캐나다군으로 구성된 영국-캐나다 연합군인 제21군집단의 사령관이 되는 버나드 로 몽고메리의 지휘를 받기도 했다. 전반적인 전쟁에 걸쳐 제3보병사단은 "몬티의 철기대" 또는 "철기대"라는 별명을 가지고 있었다. 1939년 9월 3일부터 됭케르크 전투 때까지 이들은 프랑스 및 벨기에에서 전투를 벌였다.
사단의 편제가 바뀐 것은 1940년 됭케르크 전투가 지난 지 1년 후로 오토바이 대대를 제외한 제3사단의 대부분 편제는 그대로 유지되고 있었다. 그러나 1941년 9월, 제7보병여단과 동부 본부가 수비기갑사단으로 바뀌었고, 11월에는 영국 제37여단이 제3사단에 합류하고 제7보병여단으로 번호가 재부여되었다. 여단의 대전차 부대들은 1941년 해산되었고, 옛 제7여단은 1942년 3월 제92왕립포병경대공여단으로 이름을 바꾼 채 합류했다. 1942년 6월에 제3보병사단은 혼합된 사단으로 재조직되었는데, 제7보병여단을 대체해 제33기갑여단이 들어왔다. 1943년 초, 혼합 사단에 대한 실험은 폐지되고 제3사단은 다시 보병 편제로 되돌아갔다. 제33전차여단은 제185보병여단으로 대체되었고, 이 여단은 제79기갑사단의 왕립 제2와위크셔대대 및 왕립 제1노어포크대대, 그리고 왕립 제1슈로스피어경보병으로 구성되어 있었다. 이 사단은 연합군의 시칠리아 침공에서 제8군에 참여할 목적을 지녔으나, 이 임무는 제1캐나다보병사단에게 돌아갔다. 1944년 5월부터 (제3캐나다보병사단과 명칭을 피하기 위해 부르는 표현인) 제3영국보병사단은 노르망디 상륙 작전에 대비해 훈련에 들어간다.

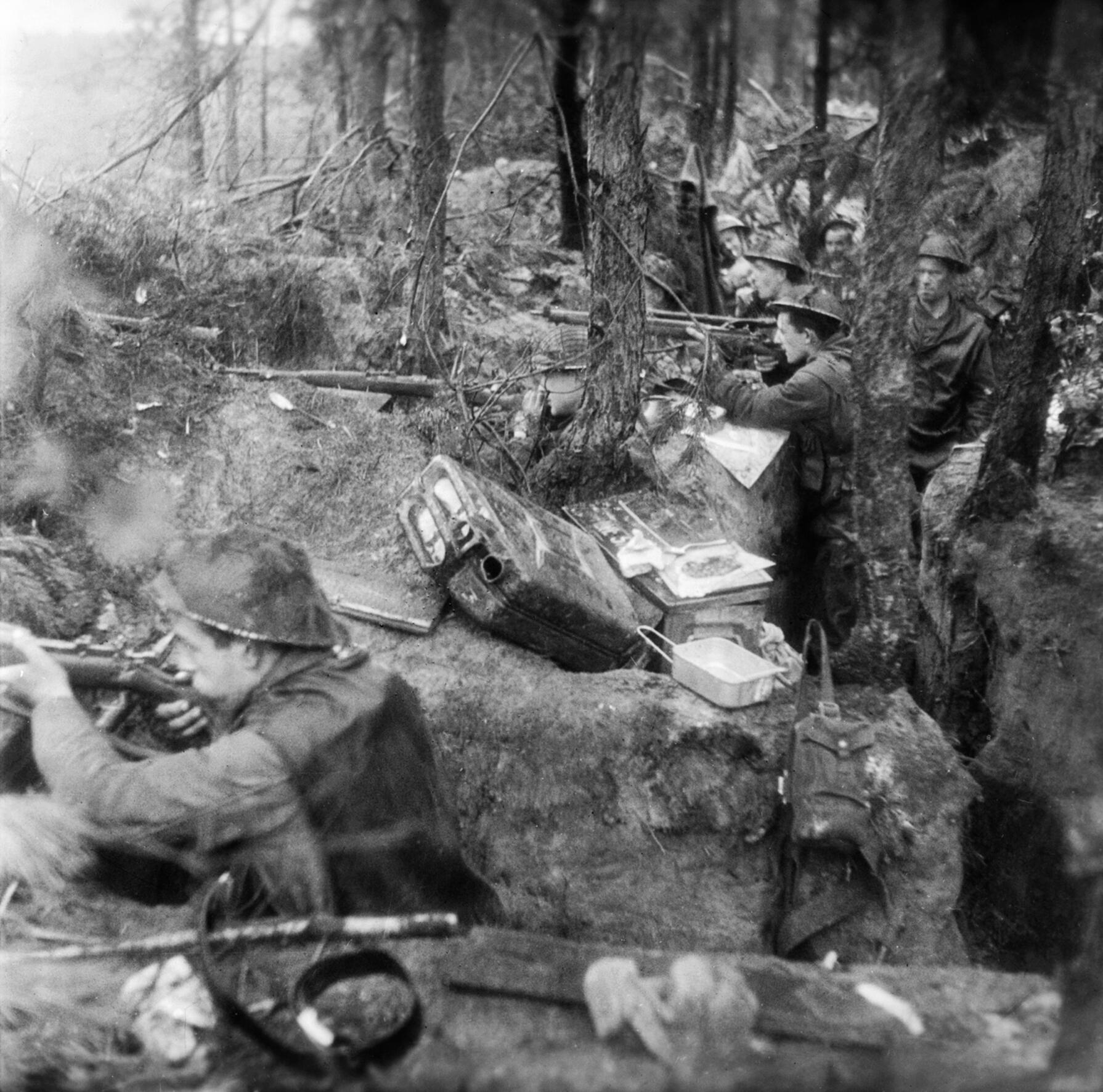
1944년 네덜란드에서의 임무를 수행 중인 제3사단의 1대대

제3영국보병사단은 1944년 6월 6일, 노르망디 상륙 작전, 더 크게는 오버로드 작전의 일부인 노르망디 상륙 당시 소드 해변에 상륙한 첫 영국군 편제였다. 상륙 공격을 위해 제3영국사단은 임시 집단 방식으로 조직되어 다른 부대와 만났을 시 일시적으로 그 부대의 지휘 아래로 들어가게 되었다. 이러한 예로는 DD 전차 상륙 전차를 보유한 제27기갑여단과 셔먼 크랩 전차를 보유한 제22기마대, 제1특전여단과 제41왕립해병특공대, 크롬웰 전차를 보유한 왕립해병기갑지원군 등이 있었다. 제77공격편대 및 제79공격편대, 왕립 공병과 왕립 포병 부대원들도 이러한 임시 집단 방식에 참여했다.
사단이 보유한 포는 모두 자주포 M7 프라이스트를 보유한 야전 여단 또는 M10 구축전차를 보유한 대전차여단과 SP 야전포 및 RM 센타우르 밖에 없었지만, 해변으로의 돌격 때 이들은 그들의 상륙정에서 해변으로 포를 발사할 수 있었다. 추가적으로 제3영국사단은 101해변통솔지역 본부 등을 그들의 공격 부대 휘하에 두었으며 이는 공병, 수송, 진격, 의료 및 차량 수리 등을 담당하는 것이었다. 제3사단의 여단들은 공격 부대로써 편성되었고 제8여단이 첫 상륙을, 제185여단과 제9여단이 그 뒤를 이어 상륙하는데 성공했다.
노르망디 상륙 이후 제3보병사단은 찬우드 작전과 굿우드 작전에서 캉 전투 전역에 걸쳐 전투를 치렀다. 이들은 네덜란드, 벨기에, 그리고 1945년에는 서구 연합군의 독일 침공에도 참전했다. 노르망디 전역 때에는 1944년 6월 13일 부상을 입을 때까지 톰 레니가 지휘를 맡았으며, 이후에는 매우 인기 있는 사단장 램셔 볼로 휘슬러가 1944년 6월 13일 지휘를 맡았다. 노르망디 전역 기간 동안 사단은 2차 대전 당시 처음으로 빅토리아 훈장을 수여받았으며, 제185보병여단의 일부인 왕립 노어포크 여단 제1대대의 시드니 베이츠가 믿을 수 없는 용기를 발휘한 대가로 사단 최초로 이 훈장을 받았다. 두번째로 이 훈장을 받은 이는 제185보병여단의 제2대대인 제임스 스토크스였다.